# Jeruzalemstraat

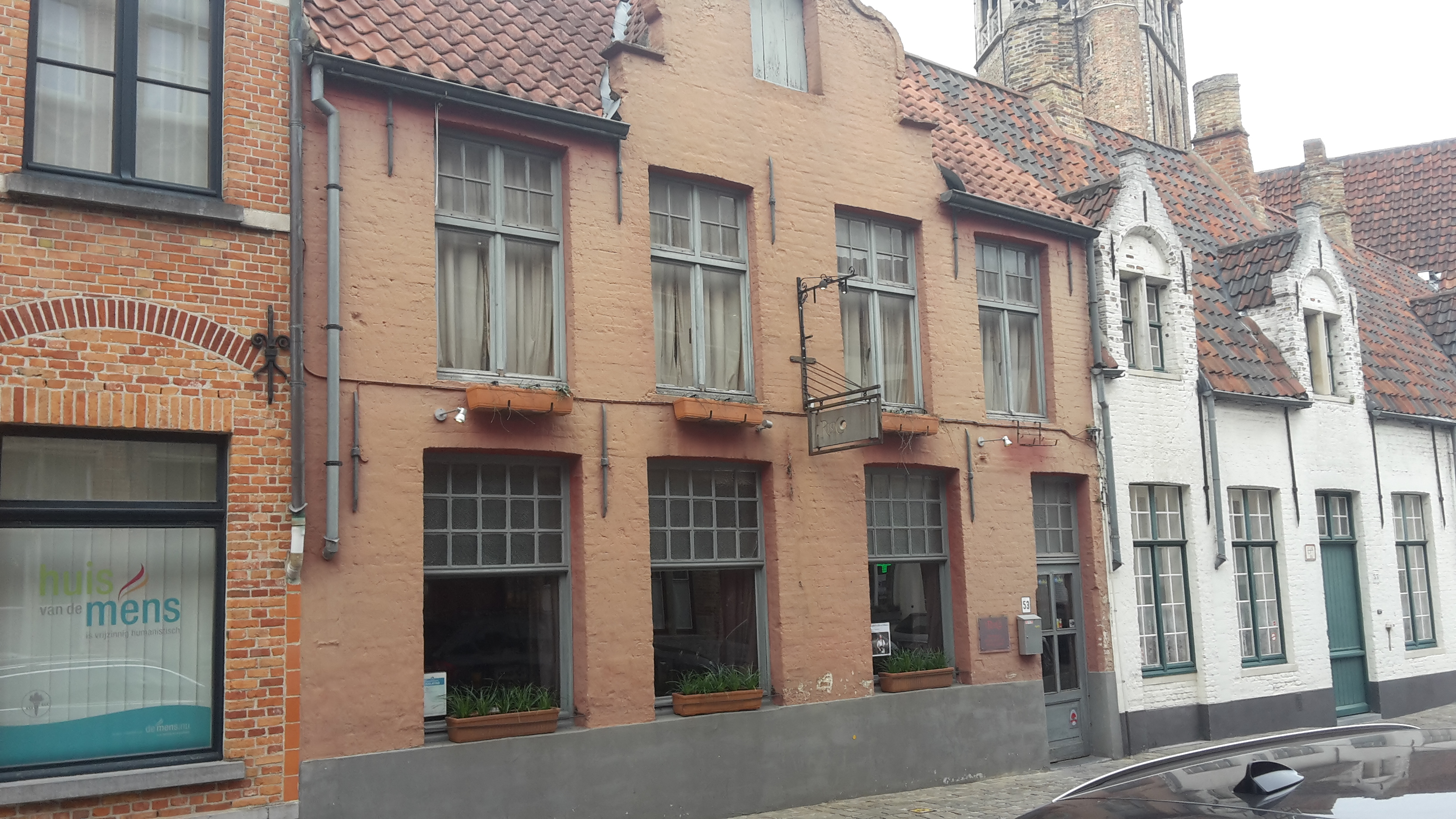
Het café Malbroek dat zijn naam kreeg in herinnering aan de Engelse veldheer Malborough

De Jeruzalemstraat is een straat in Brugge

## Beschrijving
In de 14de eeuw bestond in de straat die later Jeruzalemstraat zou gaan heten een kapel door een lid van de familie Adornes gebouwd. Dat schreven althans de gebroeders Adornes, toen ze in 1427 naar Rome schreven en een uitbreiding vroegen, die ook wel een eerste bouw kan geweest zijn. Met een bulle verleend door paus Martinus V kregen Pieter II Adornes en Jacob Adornes vergunning om een privékerk met klokkentoren uit te bouwen die met zijn oosterse architectuur herinnerde aan het Heilig Land en waar ze de naam Jeruzalemkerk aan gaven. Het werk zou in de loop van de 15de eeuw worden voltooid door Anselm Adornes, de zoon van Pieter II. Zoals hun voorvader Opicius Adornes, waren Pieter II en Jacob Adornes op bedevaart naar Jeruzalem getrokken, zoals na hen ook Anselm Adornes en andere familieleden het zouden doen.
De kerk stond in de Stuifzandstraat, in een wijk waar de familie Adornes een uitgestrekte eigendom bezat. De Stuifzandstraat gelegen in de wijk Stuivenberge, had zijn naam zeer waarschijnlijk te danken aan het soort droog zand dat er lag (vroeger mogelijk zeezand) en dat makkelijk als stof opvloog. Het was onvermijdelijk dat de straatnaam moest plaats maken voor een nieuwe naam, ontleend aan het dominerende gebouw in de straat en die vanaf het einde van de 16de eeuw als enige straatnaam overbleef.
De Jeruzalemstraat loopt van de splitsing Rodestraat - Peperstraat naar de Carmersstraat.

## Huizen
- De eerste bekende eigenaar en bewoner van Molenmeers nummers 56-60 (beschermde monumenten) was in het laatste kwart van de veertiende eeuw, een genaamde Jan Breydel. Na hem werd het huis bewoond door handschoenwerkers, leden van een ambacht dat vooral in en rond de Molenmeers veel leden telde. In de tweede helft van de vijftiende eeuw was Anthonis van Trapezonde de eigenaar. Hij was kamerheer van hertog Karel de Stoute. Na zijn dood rond 1511 werd de grote eigendom verkaveld en werden verschillende huizen gebouwd. Het hoofdgebouw werd in 1589 eigendom van Pieter Alart van Covarrubias, die het verbouwde in een laatgotische stijl. In 1600 kwamen de kartuizers van Genadedal Sint-Kruis er zich vestigen, tot ze het jaar daarop naar een nieuw klooster in de Langestraat vertrokken. De nieuwe eigenaars werden de norbertijnen van de Sint-Niklaasabdij van Veurne, die het als refugehuis behielden tot ze het in 1649 verkochten aan Arnoudine de Badts, die het op haar beurt in 1659 verkocht aan de kapucinessen van Bourbourg, die er woonden tot in 1700. In 1703 werd het vroegere klooster stadseigendom en deden ze dienst als rasphuis of tuchthuis en vervolgens als kazerne. In 1741 vestigde er zich Arnould de Colnet, die er zijn glasblazerij in onderbracht. Einde achttiende eeuw werd het bijna de faiencefabriek van Paul-Louis Cyfflé, maar hij verzaakte nog voor hij er aan begon. In 1856-1860 was er het glazeniersatelier van baron Jean-Baptiste Bethune gevestigd. In 1863 werd meubelmaker Karel Van Robays de nieuwe eigenaar.
- Het huis nummer 33 werd in de negentiende eeuw gekocht door de stadsambtenaar Edmond Gilleman, die het grondig verbouwde en er, op basis van verkeerde gegevens, een gedenksteen liet aanbrengen met de vermelding dat het lichaam van de zalige Idesbaldus van der Gracht er in de jaren 1796-1799 zou verborgen zijn.
- Het huis nummer 25 werd in 1865 gebouwd en is sinds 1927 de woonst van de opeenvolgende pastoors van de Sint-Annaparochie.
- In het huis nummer 19 werd in 1923 de maatschappij voor blindenzorg Licht en Liefde opgericht en was het vele jaren een trefpunt voor alles wat met blindenzorg te maken had, tot de zetel verlegd werd naar Varsenare.

## Bekende bewoners
- Isidore Diegerick
- Christine D'haen